# French Revolution
French Revolution (koreanisch: 후렌치레불루션) ist eine Indoor-Stahlachterbahn in Lotte World (Seoul, Südkorea) vom Modell Custom MK-1200 des Herstellers Vekoma, die am 12. Juli 1989 eröffnet wurde. Unter diesem Namen fuhr sie bis 2016. Von 2017 bis Mai 2023 fuhr sie unter dem Namen French Revolution2 VR, wobei während der Fahrt VR-Brillen getragen werden konnten.
Die Bahn besitzt einen Looping, als Rückhaltesystem kommen bei den Zügen Schulterbügel zum Einsatz.